# RBS-15
RBS-15 (Robotsystem 15) je protubrodski projektil velikog dometa. Posljednja inačica Mk. 3 može pogađati i ciljeve na kopnu. Projektil je razvila švedska kompanija Saab Bofors Dynamics. Taj projektil ubraja se u klasu "ispali i zaboravi", sa sea-skimming napadnom putanjom, s visoko-rezolutnim radarskim pretraživačem koji radi u Ku-frekventnom području za napad na površinske ciljeve i GPS sustavom za napad na kopnene ciljeve. Konstruiran je tako da bude otporan na elektronička ometanja.
Nova inačica RBS-a odlikuje se vrlo dobrim karakteristikama penetracije preko protivničke obrane primjenom stealth tehnologije, ali i čitavog niza iznenadnih manevara na niskim putanjama u završnoj fazi leta. Penetracija preko obrane protivnika dodatno je poboljšana mogućnošću reprogramiranja programa napada. Napad se može izvesti s više projektila iz različitih smjerova uz programiranje vremena dolaska, tako da svi stignu istodobno do cilja što protivnika stavlja pred gotovo nerješive probleme. Svaki RBS 15 Mk3 pakiran je u poseban kontejner koji služi i kao lanser i kao zaštita od utjecaja okoline za vrijeme čitavog životnog ciklusa. 
Glavna značajka projektila inačice Mk. 3 je domet koji iznosi 200 kilometara, dok je duljina 4330 mm, promjer 500 mm, a masa u letu 630 kg. Dizajn projektila rezultirao je visokom efektivnom korisnosti, pouzdanosti, lakim i dugačkim intervalima održavanja, a životni vijek se procjenjuje na 30 godina.

## Inačice
RBS-15 Mk. Ipokretani su francuskim Microturbo TRI-60 motorom, s potisninom od 3,73 kN. Domet 70+ km
RBS-15Fadaptirana je inačica Mk. I za ispaljivanje iz zraka. U službi od 1989.
RBS-15 Mk. IIDomet 70+ km. Dizajnirana za ispaljivanje s različitih platformi, kao što su kopneni lanseri (na kamionima), zrakoplovi, brodovi.
RBS-15SFMk. II inačica za Finsku. Lokalna oznaka MtO 85 (Meritorjuntaohjus 1985)
RBS-15 Mk. IIIDomet 200 km, sa sposobnošću gađanja ciljeva na kopnu. Postoji samo inačica za lansiranje s brodova. Proizvodnja je započela 2004. godine.
RBS-15SF-3osuvremenjenji Mk. III i Mk. II. Finska oznaka MtO 85M
RBS-15 Mk. IVTrenutno u razvojnoj fazi.

## Korisnici
projektili RBS-15 glavno su naoružanje raketnih topovnjača Hrvatske ratne mornarice (RTOP-11, RTOP-12, RTOP-21,RTOP-41, RTOP-42 ) te tri mobilna obalna lansera. Projektile je nabavila Jugoslavenska ratna mornarica, zarobljeni su 1991. godine. Prvo testno lansiranje raketa RBS-15, prilikom čega su ispaljene dvije rakete s raketnih topovnjača RTOP 11 i RTOP 21, provedeno je 1994. u sklopu združene vježbe HRM-a i HRZ i PZO „Posejdon 94“. Nakon što je 2002. godine istekao formalni resurs rakete do propisanog remonta, donesena je odluka o privremenoj zabrani njihove operativne uporabe. Godine 2014. donijeta je odluka o produljenju životnog vijeka raketa te u sklopu projekata opremanja i modernizacije Hrvatske ratne mornarice prema planira se produljiti vijek uporabe za dvadeset raketa u roku od tri godine. 14. svibnja 2015. godine održano je nadzorno – tehničko gađanje, a raketa ispaljena s mobilnog obalnog lansera uspješno je pogodila metu i potpuno ju uništila. U listopadu 2015. u sklopu velike vojne vježbe “Združena snaga 15”, Hrvatska ratna mornarica izvršila je u akvatoriju Dugog otoka ispaljivanje rakete RBS-15 s raketne topovnjače “Dmitar Zvonimir”.
Finska ratna mornarica posjeduje RBS-15SF (Mk. II, oznake MtO 85, 70 komada) i RBS-15SF-3 (Mk. III, 48 komada). Projektilima Mk. II naoružane su raketne topovnjače klase Helsinki i Rauma, kao i kamioni Sisu za mobilni obalnu obranu (mobilni obalni lanseri). Projektilima Mk. III naoružane su raketne topovnjače klase Hamina. Stariji Mk. II (RBS-15F) osuvremenjeni su do Mk. III standarda (RBS-15K).
Njemačka ratna mornarica nabavila je projektile Mk. III i Mk. IV kojima će opremiti svoje korvete klase Braunschweig i fregate klase F125, a planira modernizirati fregate klase Brandenburg s Mk. III
Poljska ratna mornarica odabrala je projektile Mk. III kojima će opremiti svoje korvete klase Orkan.
Švedska ratna mornarica projektilima RBS-15 ima opremljene svoje raketne topovnjače klase Norrköping, korvete klase Stockholm, korvete klase Göteborg i Visby. Obalno topništvo također je opremljeno s RBS-15M, koji se nalaze na kamionima Volvo. Švedsko ratno zrakoplovstvo naoružano je s RBS-15F. Oba JAS 37 Viggen i JAS 39 Gripen mogu nositi ove projektile.

### Planirana nabava
Kraljevsko Tajlandsko ratno zrakoplovstvo planira opremiti zrakoplove JAS 39 Gripen inačicom RBS-15F.
Turska ratna mornarica planira opremiti svoje nove korvete klas Milgem projektilima RBS-15Mk3.

### Bivši korisnici
stotinjak RBS-15 projektila dostavljeni su krajem 1980-ih kako bi bili ugrađeni u brodovlje JRM kao zamjena za starije projektile sovjetske proizvodnje. Projekt modernizacije nije završen, a projektile je preuzela Hrvatska ratna mornarica.